# Siège de Belgrade (1456)
 (avril 2017).
Améliorez-le ou discutez des points à vérifier. 
Pour les articles homonymes, voir Siège de Belgrade.

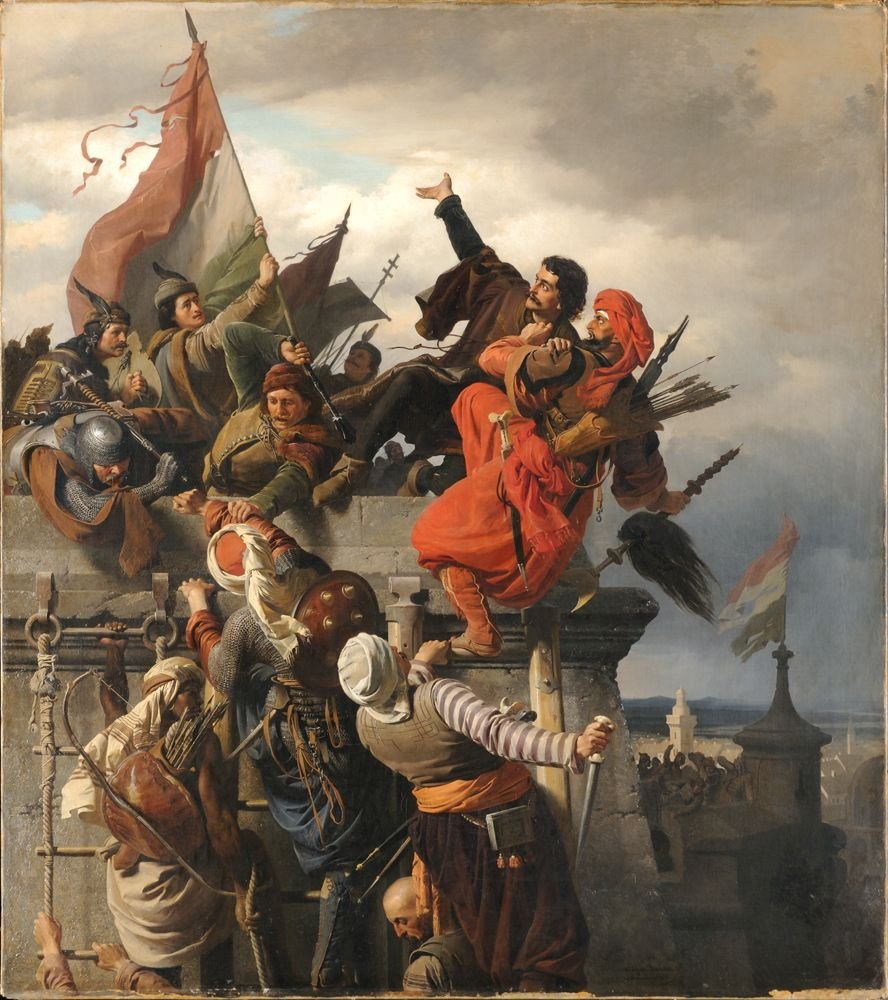
L'héroïsme de Titus Dugović, peinture hongroise du XIX.

Le siège de Belgrade a eu lieu du 4 juillet au 22 juillet 1456. Après la chute de Constantinople en 1453, le sultan ottoman Mehmed II rassemblait des forces en vue de conquérir le royaume de Hongrie. Son objectif immédiat était de s'emparer de la forteresse (en hongrois : végvár) de la ville de Belgrade (en hongrois : Nándorfehérvár). Jean Hunyadi, un noble hongrois seigneur de la Transylvanie, qui s'était déjà battu pendant deux décennies contre les Ottomans, s'attendait à leur attaque.
Le siège de Belgrade se transforma en une bataille majeure, au cours de laquelle Hunyadi conduisit une contre-attaque qui submergea le camp turc, contraignant le sultan Mehmed II, blessé durant l'affrontement, à lever le siège et à battre en retraite. Selon le pape Calixte III, ce siège « décida du sort de la chrétienté »[réf. incomplète].

## Préparatifs
À la fin de l'année 1455, Jean Hunyadi (1407-1456) commence à organiser la résistance contre les Ottomans. 
À ses propres frais, il approvisionne et arme la forteresse de Belgrade, qu'il munit d'une forte garnison commandée par son beau-frère Mihály Szilágyi et son fils aîné László. 
Lui-même quitte la ville pour former une armée de soutien, ainsi qu'une flotte de deux cents corvettes. 
Les seigneurs hongrois, redoutant son pouvoir grandissant, le laissent encore une fois financer l'opération. 
En revanche, Hunyadi reçoit l'appui du frère franciscain Jean de Capistran, qui prêchait le lancement d'une croisade. 
Grâce à lui, une armée de paysans et de fermiers, pour certains simplement armés de frondes et de faux, vient se ranger sous la bannière de Hunyadi, qui a déjà réuni autour de lui quelques mercenaires et cavaliers. 
Au total, Hunyadi peut compter sur 25 à 30 000 hommes[réf. nécessaire].

## Siège
Dans la place, Szilágyi peut compter sur 5 à 7 000 hommes. 
Du haut d'un promontoire, le sultan commence à faire feu sur les murailles de la ville le 29 juin 1456.
Il répartit ses hommes en trois corps. 
Le corps de Rouméliens, d'origine européenne, dispose de la majorité des 300 canons engagés dans le siège, la flotte ottomane, forte de deux cents navires mobilisant le reste.
Les Rouméliens sont rangés sur le flanc ouest de l'armée, les Anatoliens occupant le flanc est. 
Au centre se trouvent les janissaires, qui constituent la garde personnelle du sultan, ainsi que le poste de commandement.
Les Anatoliens, comme les janissaires, forment un corps d'infanterie lourde. 
Mehmed II établit le gros de sa flotte au nord-ouest de la ville, de façon à contrôler les zones marécageuses situées autour de Belgrade et à empêcher l'arrivée d'éventuels renforts. 
Il s'agit aussi de surveiller la Save, au sud-ouest, pour empêcher que l'infanterie ne soit débordée par l'armée d'Hunyadi. 
Le Danube, à l'est, est gardé par les spahis, le corps de cavalerie légère du sultan, de façon que l'armée ne puisse être débordée sur la droite. 
Les 7 000 soldats de la forteresse tiennent bon. Pour leur défense, les assiégés comptent principalement sur leur forteresse, l'une des plus importantes des Balkans depuis que Stefan Lazarević, en 1404, en a fait la capitale du despotat de Serbie. 
Le despote avait alors fait effectuer d'importants travaux pour transformer la citadelle byzantine en une puissante ville fortifiée
.
Jean Hunyadi apprend la nouvelle du siège alors qu'il se trouve en Hongrie pour recruter des troupes supplémentaires.

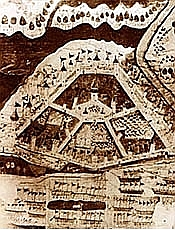
Le siège de Belgrade, manuscrit turc du XV.

Le cardinal Jean de Capistran l'y a rejoint. 
Hunyadi et Capistran voyagent ensemble, chacun commandant ses troupes.
À eux deux, ils réunissent 40 à 50 000 hommes. 
Le 14 juillet 1456, Jean Hunyadi arrive à proximité de Belgrade et parvient à briser le blocus naval des Turcs, coulant trois galères et s'emparant de 24 navires[réf. nécessaire].
Le 21 juillet, Mehmed II, désireux de tirer avantage des dommages causés à la forteresse, ordonne de donner l'assaut. Lancé au coucher du soleil, il dure toute la nuit. Les assiégeants entrent dans la ville basse et commencent à attaquer le fort. Hunyadi ordonne aux défenseurs de Belgrade de lancer sur les Ottomans des matériaux enflammés. Et, de fait, à cause des flammes, les janissaires sont séparés du reste de leur armée. Ils sont encerclés par les hommes de Szilágyi et le combat tourne à l'avantage des chrétiens. Les Hongrois réussissent à repousser l'assaut des attaquants à l'extérieur des murs. Les janissaires, enfermés dans la ville, sont massacrés, et les soldats turcs qui tentent de s'emparer de la ville haute subissent de lourdes pertes. À un certain moment, un soldat turc réussit presque à planter l'étendard du sultan au sommet d'un bastion, mais un soldat appelé Titus Dugović (en hongrois : Dugovics Titusz) se jette sur lui pour l'en empêcher et les deux hommes tombent du haut de la muraille. Quelques années plus tard, en souvenir de cet acte, le roi de Hongrie Matthias Corvin, anoblit le fils de Titus Dugović.

## Bataille
Le 22 juillet 1456, les paysans-croisés engagent une action spontanée et contraignent Capistran et Hunyadi à tirer parti des événements. 

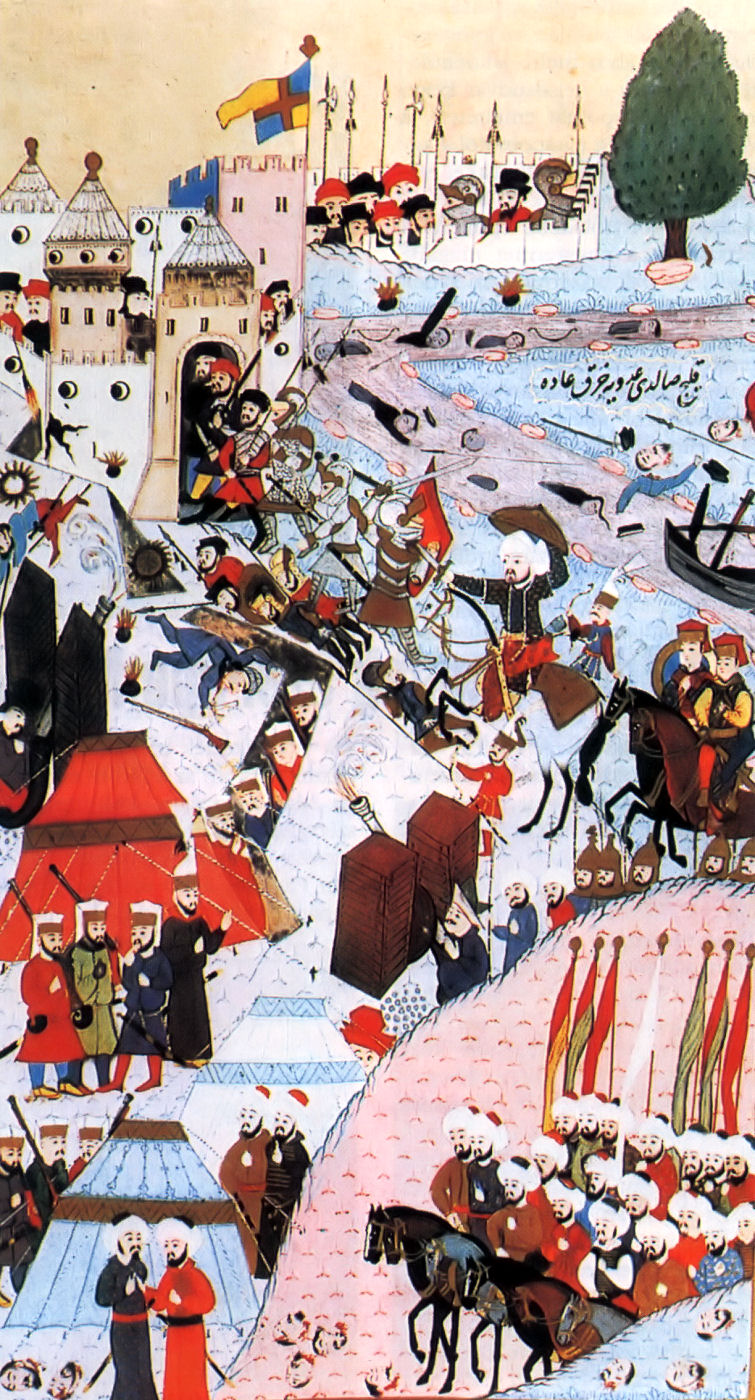
Le siège de Belgrade, miniature ottomane, 1584.

En dépit des ordres de Hunyadi, des assiégés sortent des murs de Belgrade à demi détruits et attaquent les soldats ottomans. 
Les spahis tentent en vain de repousser les attaquants. 
Immédiatement, d'autres chrétiens rejoignent le combat et ce qui était un incident isolé se transforme en une véritable bataille[réf. nécessaire]. 
Jean de Capistran, qui tente d'ordonner un repli, se voit entouré de 2 000 croisés. Il prend alors la décision de se mettre à leur tête et les lance contre les lignes ottomanes en criant : « Le Seigneur, qui a fait le commencement, prendra soin de la fin ». Au même moment, Hunyadi lance une charge à partir du fort pour s'emparer des canons turcs. Selon les chroniqueurs[Lesquels ?], les Turcs, paralysés par la surprise, prennent la fuite. Les janissaires, au nombre de 5 000, tentent en vain de mettre un terme à la panique et de reprendre le camp. Le sultan lui-même s'engage dans la bataille et se bat avec un chevalier en combat singulier ; il reçoit une flèche dans la cuisse et tombe inanimé. Profitant de l'obscurité, les Turcs battent en retraite, transportant leurs blessés dans 140 chariots. Le sultan reprend conscience dans la ville de Sarona (?). Apprenant que son armée est en déroute, et ses chefs tués et tout l'équipement abandonné sur place, il tente de prendre du poison mais en est empêché. Il rentre alors à Constantinople.

## Suites et conséquences
Juste après la victoire, la peste fait son apparition dans l'armée hongroise. Jean Hunyadi est touché par la maladie et meurt le 11 août 1456.
L'échec du siège de Belgrade arrête la percée ottomane en Europe centrale pendant quelques années et offre un répit de 70 ans à la Hongrie. Mais l'Empire ottoman conquiert rapidement la Serbie et la Bosnie. Soliman le Magnifique s'empare de Belgrade en 1521 et fait le siège de Vienne en 1529. Leur avancée est définitivement arrêtée seulement après la bataille de Vienne, en 1683[réf. nécessaire].

## Sources
- (en) Norman Housley, The Later Crusades, 1274-1580 : From Lyons to Alcazar, First, 1992, 528 p. (ISBN 978-0-19-822136-4).
- (en) Tom R. Kovach, « The 1456 Siege of Belgrade », Military History, no 3, Vol. 13,‎ août 1996 (lire en ligne, consulté le 6 mars 2015).
- Robert Mantran (dir.), Histoire de l'Empire ottoman, Paris, Fayard, 1989.
- (en) Kenneth M. Setton, The Papacy and the Levant, 1204-1571, Vol. 3 : The Sixteenth Century to the Reign of Julius III, 1984, 564 p. (ISBN 978-0-87169-161-3, lire en ligne).
- (en) Stanford J. Shaw, History of the Ottoman Empire and modern Turkey, Volume 1, Empire of the Gazis : The Rise and Decline of the Ottoman Empire 1280-1808, 1976, 368 p. (ISBN 978-0-521-29163-7, lire en ligne).
- (en) « János Hunyadi »(Archive.org • Wikiwix • Archive.is • Google • Que faire ?), sur ucalgary.ca (consulté le 28 octobre 2008).